# Daniel Gherasim
Daniel Gherasim, né le 2 novembre 1964 à Bucarest (Roumanie), est un footballeur roumain, évoluant au poste de gardien de but. Au cours de sa carrière, il évolue au FC Olt Scornicești, à l'Universitatea Craiova et au Steaua Bucarest ainsi qu'en équipe de Roumanie.
Gherasim ne marque aucun but lors de ses deux sélections avec l'équipe de Roumanie en 1996.

## Biographie

### En club
Avec le club du Steaua Bucarest, il joue 5 matchs en Ligue des champions.

### En équipe nationale
Il joue un match face à la Lituanie comptant pour les tours préliminaires du mondial 1998.

## Palmarès

### En équipe nationale
- 2 sélections et 0 but avec l'équipe de Roumanie en 1996

### Avec le Steaua Bucarest
- Vainqueur du championnat de Roumanie en 1993, 1994, 1995, 1996, 1997 et 1998
- Vainqueur de la Coupe de Roumanie en 1992, 1996 et 1997
- Vainqueur de la Supercoupe de Roumanie en 1994, 1995 et 1998